# Марафон (Техас)
Марафо́н або Марато́н (англ. Marathon) — переписна місцевість (CDP) в США, в окрузі Брюстер штату Техас. Населення — 410 осіб (2020).

## Географія
Марафон розташований за координатами 30°13′15″ пн. ш. 103°14′12″ зх. д. / 30.22083° пн. ш. 103.23667° зх. д. (30.220864, -103.236601).  За даними Бюро перепису населення США в 2010 році переписна місцевість мала площу 13,63 км², з яких 13,62 км² — суходіл та 0,01 км² — водойми.

### Клімат
| Клімат : Марафон                                                    | Клімат : Марафон | Клімат : Марафон | Клімат : Марафон | Клімат : Марафон | Клімат : Марафон | Клімат : Марафон | Клімат : Марафон | Клімат : Марафон | Клімат : Марафон | Клімат : Марафон | Клімат : Марафон | Клімат : Марафон | Клімат : Марафон |
| Показник                                                            | Січ.             | Лют.             | Бер.             | Квіт.            | Трав.            | Черв.            | Лип.             | Серп.            | Вер.             | Жовт.            | Лист.            | Груд.            | Рік              |
| Абсолютний максимум, °C                                             | 31,1             | 32,2             | 34,4             | 37,8             | 40,6             | 42,2             | 40,6             | 43,3             | 38,9             | 38,3             | 36,1             | 34,4             | 43,3             |
| Середній максимум, °C                                               | 16,7             | 18,7             | 22,7             | 26,8             | 30,3             | 32,8             | 32,5             | 32,2             | 29,4             | 25,9             | 20,7             | 17,2             | 25,5             |
| Середня температура, °C                                             | 7,5              | 9,2              | 12,8             | 16,9             | 21,0             | 24,2             | 24,7             | 24,2             | 21,4             | 16,9             | 11,3             | 8,0              | 16,5             |
| Середній мінімум, °C                                                | −1,8             | −0,3             | 2,9              | 7,0              | 11,7             | 15,6             | 16,9             | 16,3             | 13,6             | 8,0              | 1,9              | −1,2             | 7,6              |
| Абсолютний мінімум, °C                                              | −21,1            | −19,4            | −12,8            | −7,2             | 0,0              | 4,4              | 9,4              | 6,1              | 1,7              | −8,3             | −17,8            | −19,4            | −21,1            |
| Норма опадів, мм                                                    | 11               | 10               | 10               | 19               | 41               | 47               | 56               | 54               | 61               | 36               | 13               | 13               | 373              |
| Днів з опадами                                                      | 2,28             | 2,14             | 1,69             | 2,44             | 4,28             | 5,22             | 5,64             | 5,63             | 6,17             | 3,66             | 1,96             | 2,28             | 46,29            |
| ------------------------------------------------------------------- | ---------------- | ---------------- | ---------------- | ---------------- | ---------------- | ---------------- | ---------------- | ---------------- | ---------------- | ---------------- | ---------------- | ---------------- | ---------------- |
| Джерело: Western Regional Climate Center, Desert Research Institute |                  |                  |                  |                  |                  |                  |                  |                  |                  |                  |                  |                  |                  |

## Демографія
Згідно з переписом 2010 року, у переписній місцевості мешкало 430 осіб у 190 домогосподарствах у складі 119 родин. Густота населення становила 32 особи/км².  Було 322 помешкання (24/км²).
Расовий склад населення:
| - 88,1 % — білих - 1,4 % — корінних американців - 0,2 % — вихідців з тихоокеанських островів - 0,2 % — чорних або афроамериканців - 9,5 % — осіб інших рас |

До двох чи більше рас належало 0,5 %. Частка іспаномовних становила 43,3 % від усіх жителів.
За віковим діапазоном населення розподілялося таким чином: 17,4 % — особи молодші 18 років, 57,9 % — особи у віці 18—64 років, 24,7 % — особи у віці 65 років та старші. Медіана віку мешканця становила 52,5 року. На 100 осіб жіночої статі у переписній місцевості припадало 87,0 чоловіків;  на 100 жінок у віці від 18 років та старших — 83,0 чоловіків також старших 18 років.
Середній дохід на одне домашнє господарство  становив 54 806 доларів США (медіана — 43 750), а середній дохід на одну сім'ю — 60 935 доларів (медіана — 53 056). Медіана доходів становила 30 417 доларів для чоловіків та 35 000 доларів для жінок. За межею бідності перебувало 3,1 % осіб, у тому числі 0,0 % дітей у віці до 18 років та 1,5 % осіб у віці 65 років та старших.
Цивільне працевлаштоване населення становило 314 осіб. Основні галузі зайнятості: мистецтво, розваги та відпочинок — 17,8 %, будівництво — 17,5 %, освіта, охорона здоров'я та соціальна допомога — 13,4 %, сільське господарство, лісництво, риболовля — 12,7 %.